# Dichocrocis ferialis
Dichocrocis ferialis is een vlinder van de familie van de grasmotten (Crambidae), uit de onderfamilie van de Spilomelinae. De wetenschappelijke naam van deze soort is voor het eerst voorgesteld door Joseph de Joannis in een publicatie uit 1929.
De soort komt voor in Noordoost-Vietnam.